# Astrea af Stockholm
Astrea af Stockholm är ett fartyg som levererades 1875 från William Lindbergs mekaniska verkstad vid Södra varvet i Stockholm med namnet Wärsta till Medelpads Nya Ångfartygs AB (L Stackell) i Sundsvall.
Fartyget var ursprungligen utrustat med en ångmaskin om 112 ind hk tillverkad vid William Lindbergs mekaniska verkstad.
Fartyget är idag utrustat med en Volvo Penta TAMD 120 om 340 hk. Denna ger fartyget en fart av 11 knop.

## Historik
- 1875 – Fartyget levererades under namnet Wärsta från Bergsunds Mekaniska Verkstad till Medelpads Ångfartygs AB. Fartyget sattes i trafik på Sundsvall–Wärsta via Alnön.
- 1881 – Fartyget köptes av A P Hedberg i Sundsvall.
- 1883 – Fartyget köptes för 22 000 kr av ett partrederi med grosshandlare Gustaf Olympias  Stadin i Sundsvall som huvudredare. Det döptes om till Skön och sattes i trafik på  Sundsvall–Söråker.
- 1887 – Fartyget förbyggdes.
- Januari 1899 – Efter Stadins död övertogs huvudredarskapet av sonen Carl Olympias  Stadin.
- 20 februari 1909 – Posten som huvudredare övertogs av grosshandlare Uno A Horney i  Sundsvall.
- 26 september 1916 – Fartyget såldes av Horneys sterbhus på offentlig auktion. Det köptes  av Ångfartygs AB Sundsvalls Skärgård i Sundsvall för 20 000 kr.
- 1919 – Fartyget förbyggdes vid Mohögs mekaniska verkstad.
- 19 augusti 1931 – Ångfartygs AB Sundsvalls Skärgård gick i likvidation. Fartyget lades  upp.
- 17 april 1934 – Sedan rederiet gått i likvidation köptes fartyget för 7 000 kr av Sundsvalls  Förenade Stuveri AB i Sundsvall
- 6 augusti 1954 – Fartyget köptes av Oscar Kristoffer Agaton Christoffersson i Timrå för  10 000 kr.
- 10 maj 1959 – Fartyget köptes av Karl Ingemar Gudmundsson i Gävle för 32 500 kr. Det  motoriserades och döptes om till Sommarö och sattes i trafik på Gävle–Limön.
- 1971 – Fartyget låg upplagt i Gävleån sedan trafiken på Limön upphört.
- 1 augusti 1972 – Fartyget överläts till hustrun Berta Gudmundsson i Gävle för 2 500 kr.
- Hösten 1989 – Fartyget köptes för 200 000 kr av Wäddö Kanalbolag HB i Stockholm. Det totalrenoverades vid Mälarvarvet i Stockholm och gavs ett ”gammalt” utseende. En ny huvudmaskin, en Volvo Penta MD 96 diesel om 125 hk, installerades.
- Maj  1990 – Fartyget överfördes för 450 000 kr till Wäddö Kanalbolag AB.
- 20 juni 1990 – Under en charterresa med 42 passagerare ombord gick fartyget på  grund söder om ön Midsommar i Södra Björkfjärden i Mälaren. Fartyget fick 20  grader slagsida. Passagerarna evakuerades av Kustbevakningen.
- 21 juni 1990 – Fartyget drogs efter flera försök av grundet av bogserbåten Hermes.  Klockan 12:40 lämnade Sommarö platsen för egen maskin och gick mot Stockholm.
- 21 april 1992 – Wäddö Kanalbolag HB gick i konkurs. Fartyget lades upp vid  Riddarholmen.
- 13 april 1994 – Fartyget köptes av Rederi AB Astrea i Göteborg för 1 920 000 kr. Det  fick behålla sitt namn men fick rederi AB Göta Kanals skorstensmärke.
- Augusti 1994 – Fartyget döptes om till Astrea af Stockholm.
- 7 juni 1995 – Under en chartertur från Riddarholmen till Långholmen med 82  passagerare ombord stannade hjälpmaskinen då man skulle slå back för att stanna vid  Långholmens brygga. För att undvika kollision med bryggan girade man styrbord  och lade babordssidan mot stranden där man stannade med kraftig slagsida. Fartyget  drogs loss under kvällen och var i trafik dagen därpå.
- 1996 – Fartyget var uthyrt till Göta Kanal Charter Stockholm AB i Stockholm.
- 2000 – Fartyget var uthyrt till Söderköpings Brunn i Söderköping.
- 13 mars 2005 – Fartyget köptes av Rederi AB Strömkarlen i Trollhättan för 2 100 000 kr.  Det döptes om till Elfkungen och sattes i trafik på Göta älv.
- 2007 – Fartyget K-märktes av statens Sjöhistoriska museum.